# Crisis de gobierno en Suecia de 2021
La crisis de gobierno en Suecia de 2021 comenzó el 21 de junio de 2021 después de que el Riksdag destituyera al primer ministro Stefan Löfven con un voto de censura. Fue la primera vez que un primer ministro sueco fue condenado en un voto de censura.. En 2014, después de la victoria de Löfven en las elecciones generales, el Riksdag rechazó el presupuesto de su gobierno, lo que provocó una crisis que duró casi un mes entero. La crisis de gobierno de 2021 es la segunda crisis en la administración de Löfven. 
El 17 de junio de 2021 los Demócratas de Suecia llamaron a votaciones después de que el Partido de la Izquierda retiró su apoyo a Löfven por las reformas de control de rentas, que es un tema importante para muchos votantes.
Después de una semana en la que tuvo que decidir entre renunciar o declarar una elección anticipada, Lövfen decidió dimitir el 28 de junio, lo que significó que el presidente del Riksdag Andreas Norlén tenía la tarea de buscar un primer ministro que el Riksdag pueda apoyar. Mientras tanto, Löfven continuó siendo primer ministro, pero solo como parte de un gobierno provisional. El 7 de julio de 2021, Stefan Löfven fue reelecto como primer ministro por el Riksdag.

## Antecedentes
Después de las elecciones generales de 2018, el Partido Socialdemócrata Sueco en conjunto con el Partido Verde se unió al Partido del Centro y los Liberales para formar el acuerdo de enero (en sueco: Januariavtalet). Este acuerdo obtuvo el apoyo del Partido de la Izquierda, que no formaba parte del acuerdo inicial. El acuerdo establecía que el Partido Socialdemócrata y el Partido Verde formarían el gobierno con el apoyo del Partido del Centro y los Liberales que tendrían algunos de sus programas políticos adoptados por el gobierno. El acuerdo de enero consta de 73 puntos que van desde la política de inmigración hasta la política de vivienda. El Partido de la Izquierda estaba fuertemente en contra de dos puntos del acuerdo: una propuesta para cambiar la ley de protección del empleo, y otro punto que introduciría rentas de mercado (es decir, el fin del control de rentas) para apartamentos de nueva construcción, siendo este último la causa principal de la crisis de gobierno. Ambos puntos fueron condiciones del Partido del Centro y los Liberales durante las negociaciones, en lugar de una política del Partido Verde o Socialdemócrata. En 2018, el entonces presidente del Partido de la Izquierda, Jonas Sjöstedt, dijo que no dudarían en aprobar un voto de censura al gobierno si querían introducir un proyecto de ley sobre la renta de mercado, y la amenaza se repitió durante la votación para nombrar a Löfven como primer ministro.
El 8 de junio de 2021, el informe de la comisión del gobierno sobre la eliminación de los controles de alquiler en apartamentos de nueva construcción se concluyó y se entregó al gobierno. El 15 de junio de 2021 la presidenta del Partido de la Izquierda Nooshi Dadgostar convocó una conferencia de prensa y le dio al gobierno un ultimátum de 48 horas; para desechar la propuesta de ley. Para el 17 de junio, el gobierno no había mencionado el tema y Dadgostar anunció que ya no confiaban en el gobierno. Jimmie Åkesson, el presidente del partido de los Demócratas de Suecia dio su apoyo a Dadgostar y convocaron a votación al presidente del Riksdag. Tanto los líderes de los partidos de oposición, el Partido Moderado y los Demócratas Cristianos anunciaron que tampoco tenían confianza en el gobierno en funciones. Esto significó que había una mayoría en el Riksdag que no confiaba en Stephen Löfven, y un voto de censura exitoso era inminente.

## Votación
El 21 de junio de 2021 tuvo lugar el voto de censura y Stefan Löfven fue destituido por una mayoría del Riksdag. Debido a la pandemia de COVID-19, solo a 55 miembros del parlamento sueco se les permitió participar en la votación. De acuerdo con la Constitución de Suecia,  tiene que haber al menos 175 votos a favor por parte de los miembros del parlamento para que un primer ministro pueda ser destituido. Debido a esto, la "regla de los 55" no se aplicó en esta votación y los 349 miembros del parlamento sueco tuvieron que estar presentes para la votación, a menos que presentaran síntomas de COVID-19. La decisión de tener a los 349 miembros presentes fue criticada por personalidades de los medios suecos quienes argumentaron que la votación podría convertirse en un foco de infección de la COVID-19. Algunos parlamentarios se mostraron reacios a la decisión y calificaron de "desagradable" e "incómodo" que existiera un ligero riesgo de que las personas enfermas no se quedaran en casa durante la votación. Previo a la votación, el presidente del Riksdag llamó a los líderes parlamentarios de cada partido sueco para discutir cómo se llevaría a cabo la votación, el director general de la Agencia de Salud Pública de Suecia dijo que la estrategia que se propuso estaba bien pensada y era razonable para la ocasión.
El Riksdag previamente tenía una recomendación sobre el uso de mascarillas en el edificio, sin embargo, esta recomendación fue abolida el 14 de junio de 2021 y entró en vigor el 18 de junio de 2021. Para la votación, la recomendación se puso en vigor nuevamente de forma temporal.
La votación tuvo lugar el 21 de junio de 2021 a las 10:00 AM (CEST), y una mayoría de los miembros del parlamento votó a favor de la destitución de Löfven. Fue la primera vez que un primer ministro sueco perdió un voto de confianza en el Riksdag. Löfven tiene una semana para dimitir o convocar a elecciones anticipadas. Si Löfven dimite, el presidente del Riksdag, Andreas Norlén tiene que encontrar un candidato para ocupar el cargo de primer ministro que pueda ser apoyado por la mayoría del parlamento. Si Löfven decide declarar elecciones anticipadas, tiene que tener lugar en los próximos tres meses y las elecciones locales aún se llevarán a cabo en 2022.

### Resultados
| Resultados de la votación del 21 de junio de 2021 | Resultados de la votación del 21 de junio de 2021 | Resultados de la votación del 21 de junio de 2021 | Resultados de la votación del 21 de junio de 2021 | Resultados de la votación del 21 de junio de 2021 | Resultados de la votación del 21 de junio de 2021 |
| Partidos                                          | Partidos                                          | A favor                                           | En contra                                         | Abstención                                        | Ausentes                                          |
| ------------------------------------------------- | ------------------------------------------------- | ------------------------------------------------- | ------------------------------------------------- | ------------------------------------------------- | ------------------------------------------------- |
| Partido Socialdemócrata Sueco (S)                 |                                                   | 0                                                 | 94                                                | 0                                                 | 6                                                 |
| Partido Moderado (M)                              |                                                   | 70                                                | 0                                                 | 0                                                 | 0                                                 |
| Demócratas de Suecia (SD)                         |                                                   | 62                                                | 0                                                 | 0                                                 | 0                                                 |
| Partido del Centro (C)                            |                                                   | 0                                                 | 0                                                 | 30                                                | 1                                                 |
| Partido de la Izquierda (V)                       |                                                   | 27                                                | 0                                                 | 0                                                 | 0                                                 |
| Demócratas Cristianos (KD)                        |                                                   | 22                                                | 0                                                 | 0                                                 | 0                                                 |
| Liberales (L)                                     |                                                   | 0                                                 | 0                                                 | 19                                                | 0                                                 |
| Partido Verde (MP)                                |                                                   | 0                                                 | 15                                                | 0                                                 | 1                                                 |
| Independiente                                     |                                                   | 0                                                 | 0                                                 | 2                                                 | 0                                                 |
| Resultado total de la votación                    |                                                   |                                                   |                                                   |                                                   |                                                   |
| Total                                             |                                                   | 181                                               | 109                                               | 51                                                | 8                                                 |

## Consecuencias
Annie Lööf, líder del Partido del Centro anunció el 23 de junio de 2021 que estaban abandonando el punto 44 de las reformas de control de rentas, que introducirían alquileres de mercado en apartamentos de nueva construcción. Los liberales, que anteriormente declararon que apoyarían a un nuevo gobierno liberal, declinaron cualquier negociación con el Partido del Centro acerca del acuerdo de enero.
Durante una conferencia de prensa el 28 de junio, Löfven anunció su renuncia como primer ministro. Stefan Löfven dirigirá así un gobierno de transición hasta la designación de un nuevo primer ministro.
El 29 de junio, Andreas Norlén anunció durante una conferencia de prensa que había encargado a Ulf Kristersson formar un nuevo gobierno en un plazo de tres días. El 1 de julio, Kristersson informó a Norlén que no había suficiente apoyo en el parlamento para su propuesta de gobierno. El mismo día, Norlén dio a Stefan Löfven hasta el 5 de julio para encontrar una coalición gubernamental aceptable.

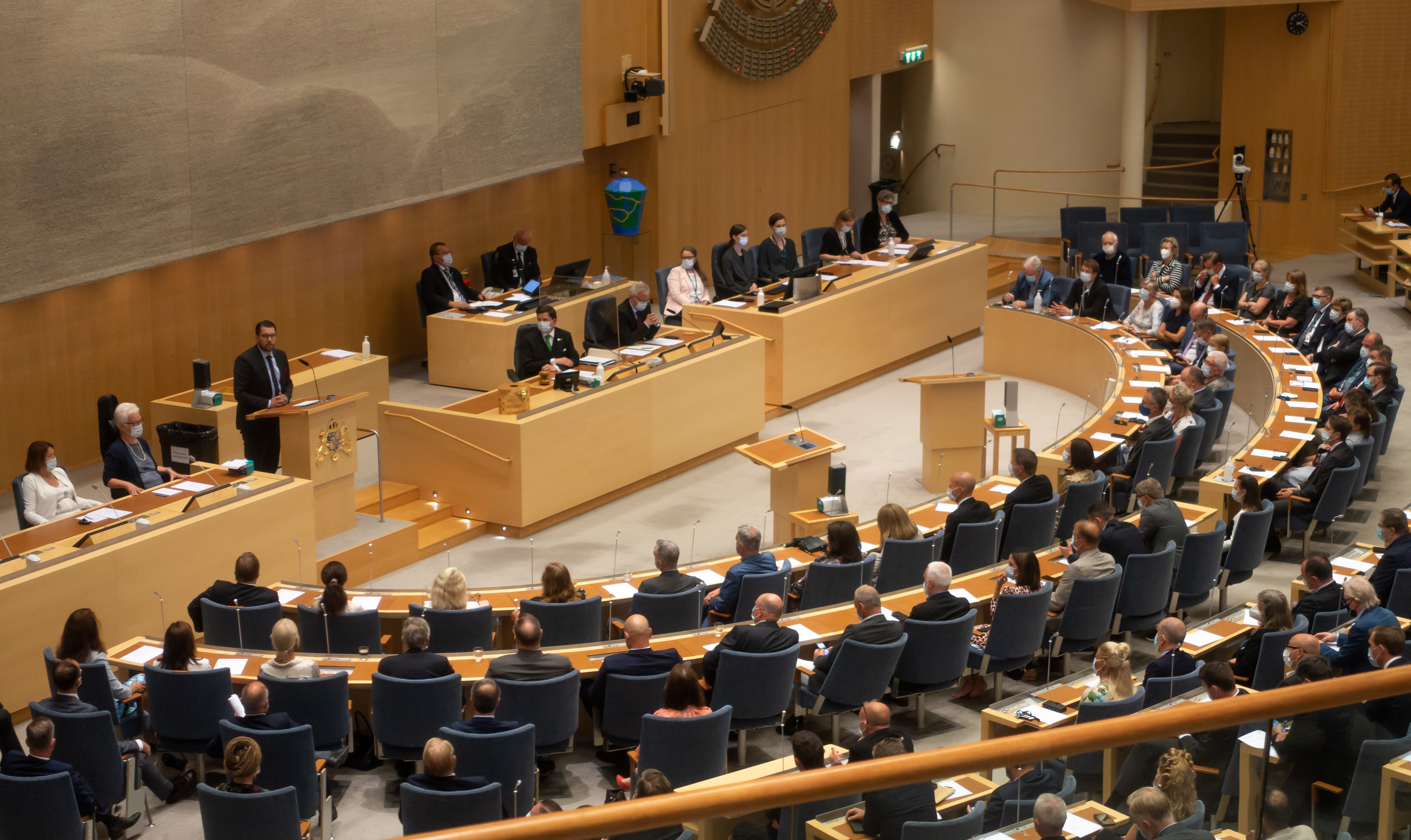
El 7 de julio se realizaron votaciones en el Riksdag para escoger un nuevo primer ministro.

El 7 de julio, Stefan Löfven fue reelegido por el Riksdag, 173 parlamentarios votaron en su contra de los 175 necesarios para que un candidato fracasara en esa votación. El tercer gobierno de Löfven se formó oficialmente el 9 de julio.
| Resultados de la votación del 7 de julio de 2021 | Resultados de la votación del 7 de julio de 2021 | Resultados de la votación del 7 de julio de 2021 | Resultados de la votación del 7 de julio de 2021 | Resultados de la votación del 7 de julio de 2021 |
| Partidos                                         | Partidos                                         | A favor                                          | En contra                                        | Abstención                                       |
| ------------------------------------------------ | ------------------------------------------------ | ------------------------------------------------ | ------------------------------------------------ | ------------------------------------------------ |
| Partido Socialdemócrata Sueco (S)                |                                                  | 100                                              | 0                                                | 0                                                |
| Partido Moderado (M)                             |                                                  | 0                                                | 70                                               | 0                                                |
| Demócratas de Suecia (SD)                        |                                                  | 0                                                | 62                                               | 0                                                |
| Partido del Centro (C)                           |                                                  | 0                                                | 0                                                | 31                                               |
| Partido de la Izquierda (V)                      |                                                  | 0                                                | 0                                                | 27                                               |
| Demócratas Cristianos (KD)                       |                                                  | 0                                                | 22                                               | 0                                                |
| Liberales (L)                                    |                                                  | 0                                                | 18                                               | 1                                                |
| Partido Verde (MP)                               |                                                  | 15                                               | 0                                                | 0                                                |
| Independiente                                    |                                                  | 0                                                | 1                                                | 1                                                |
| Resultado total de la votación                   |                                                  |                                                  |                                                  |                                                  |
| Total                                            |                                                  | 116                                              | 173                                              | 60                                               |